# Abdul Fatah Khalil Al-Sisi
Abdel Fattah Saeed Hussein Khalil el-Sisi (em árabe: عبد الفتاح سعيد حسين خليل السيسي; Abdu l-Fattāḥ Sa'īd Ḥusayn Khalīl as-Sīsī,  Cairo, 19 de novembro de 1954), mais conhecido como General Sisi, é um militar e político egípcio, atual presidente do Egito desde 2014. Desde agosto de 2012 é o chefe das Forças Armadas e o ministro da Defesa do país transcontinental. Tornou-se protagonista no golpe de Estado que derrubou Mohamed Morsi, o primeiro presidente eleito democraticamente no Egito. Em maio de 2014 foi eleito o novo presidente do Egito. Em 1 de abril de 2018, foi reeleito com 97,08% para um novo mandato de presidente em uma eleição contestada com acusações de fraude.
Sisi governa o Egito de forma autoritária, com as forças armadas exercendo grande poder dentro do país e com eleições não livres ou justas. O seu regime empregou prisão, tortura, execuções extrajudiciais, demolições de casas, desaparecimentos forçados e violência sexual contra seus críticos.

## Biografia
Filho de pequenos negociantes do bairro de Gamalaya, no Cairo, a escolaridade de Sisi foi rapidamente assumida pelo Exército, e ele se formou na academia militar em 1977. Estudou ciências militares no Egito, no Reino Unido e nos Estados Unidos. Casado e pai de quatro filhos, o militar passou por diferentes postos de responsabilidade nas fileiras do Exército, desde o comando do batalhão de Infantaria Mecanizada a chefia do departamento de Inteligência Militar das Forças Armadas. Também ocupou o cargo de adido militar na Arábia Saudita, o que lhe rendeu projeção internacional entre os países do Golfo Pérsico.
Em agosto de 2012, foi nomeado ministro da Defesa pelo então presidente Mohamed Morsi, tornando-se o mais jovem militar a assumir o cargo de chefe das Forças Armadas do país. A iniciativa foi interpretada, na época, como uma "reforma" na hierarquia militar que consolidava a autoridade de Morsi, mas também era visto como um homem de confiança entre os líderes islamitas. Mas a ruptura veio ainda naquele ano, quando a Irmandade Muçulmana pretendeu aprovar seu projeto de Constituição ao qual os militares se opunham. O general Sisi tentou fazer uma conciliação, mas foi ignorado. A partir de então, sob o comando de Sisi, o Exército continuou a atuar como uma força autônoma no Egito. Em janeiro de 2013, quando milhares de egípcios voltaram a se manifestar, desta vez contra Morsi, o general comentou que o conflito entre o governo e oposição poderia levar ao "colapso" do Estado. Em julho do mesmo ano, os militares pressionaram pela renúncia de Morsi, que ao se recusar, acabou deposto por um Golpe de Estado formalizado por Sisi.
Embora as Forças Armadas do Egito tenham escolhido Adly Mansur formalmente como presidente interino do país, Sisi foi quem se tornou de fato o comandante do país. De perfil conservador e nacionalista, o general se tornou uma figura carismática em seu país, a ponto de ser apontado com um forte candidato presidencial. E para consolidar esse passo, em março de 2014, Sisi renunciou ao posto de Marechal nas Forças Armadas do Egito para se candidatar oficialmente ao cargo de presidente do país nas eleições de 2014. E sem muitas surpresas, venceu no final de maio a eleição presidencial de 2014, com uma vitória esmagadora por mais de 96,9% dos votos, e tomou posse no dia 8 de junho.
A 21 de novembro de 2016, foi agraciado com o Grande-Colar da Ordem do Infante D. Henrique, de Portugal, por ocasião da sua visita a Lisboa. Em 1 de abril de 2018 o presidente não teve dificuldades na eleição presidencial de 2018 com uma nova vitória derrotando Musa Mostafa Musa.
Desde que assumiu a presidência Al-Sisi empregou táticas anti-democráticas para se perpetuar no poder, incluindo prisão de dissidentes e eleições fraudadas. Analistas, jornalistas e críticos do seu regime afirmam que o presidente estava transformando o Egito numa ditadura sob seu controle, com apoio das forças armadas e setores religiosos e conservadores da sociedade.